# Netz-Weide
Die Netz-Weide oder Netzblättrige Weide (Salix reticulata) ist eine Pflanzenart aus der Gattung der Weiden (Salix).

## Beschreibung

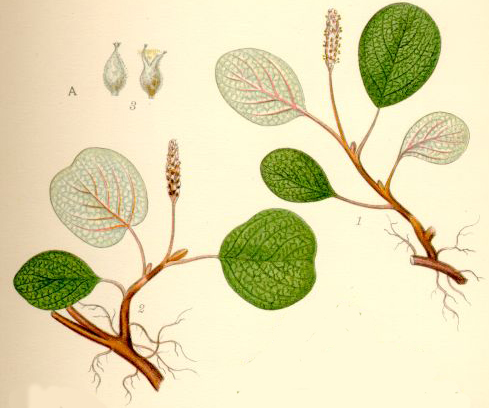
Illustration

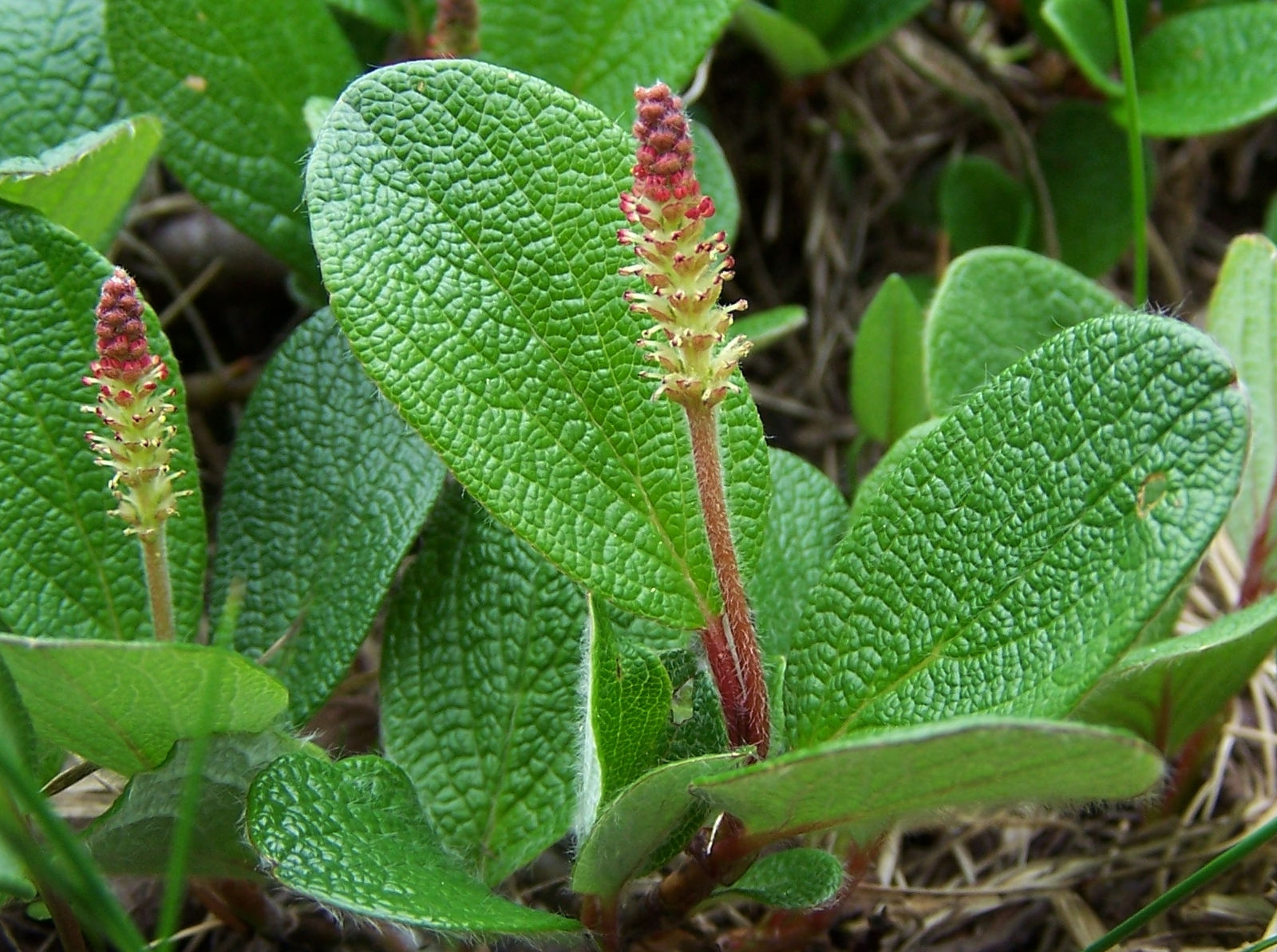
Habitus, Laubblätter und Blütenstände

### Vegetative Merkmale
Die Netz-Weide ist ein meist dem Erdboden angeschmiegter, sommergrüner Zwergstrauch („Teppichweide“). Die gelbbraunen bis olivgrünen Zweige sind nur 5 bis 30 cm lang. Die wechselständigen Laubblätter sind bei einer Länge von 2 bis 5 Zentimetern elliptisch; auf der Oberseite sind sie glänzend mit ausgeprägtem Adernetz (Name!).

### Generative Merkmale
Die Netz-Weide ist zweihäusig getrenntgeschlechtig (diözisch). Die Blüten erscheinen, in aufrechten Kätzchen sitzend, mit den Blättern. Die männlichen Blütenstände sind lang gestielt, rot und bis 3,5 cm lang. 
Die Chromosomenzahl beträgt 2n = 38.

## Ökologie
Bei der Netz-Weide handelt es sich um einen Chamaephyten. Die Bestäubung erfolgt durch Insekten.

## Vorkommen
Das natürliche Verbreitungsgebiet der Netz-Weide erstreckt sich über Nordeuropa, europäische Hochgebirge, nördliches und arktisches Asien sowie Nordamerika.
Die Netz-Weide kommt vor allem in Höhenlagen zwischen 1300 und 3150 Metern in den Alpen vor. In den Allgäuer Alpen kommt sie in Bayern bei Spielmannsau auch in 980 Metern Meereshöhe vor. Sie gedeiht auf durchfeuchteten, basenreichen, meist neutralen, humosen, lehmigen Stein- und Feinschuttböden in Spalierweiden-Rasen 7–8 Monate schneebedeckter Einhänge und in Schneetälchen. Sie ist eine Charakterart des Salicetum retusae-reticulatae aus dem Verband Arabidion caeruleae, kommt aber auch in feuchten Gesellschaften der Ordnung Seslerietalia vor.
Die ökologischen Zeigerwerte nach Landolt & al. 2010 sind in der Schweiz: Feuchtezahl F = 3 (mäßig feucht), Lichtzahl L = 4 (hell), Reaktionszahl R = 5 (basisch), Temperaturzahl T = 1+ (unter-alpin, supra-subalpin und ober-subalpin), Nährstoffzahl N = 2 (nährstoffarm), Kontinentalitätszahl K = 2 (subozeanisch).
Begleitpflanzen sind der Alpen-Hahnenfuß (Ranunculus alpestris), das Alpenglöckchen (Soldanella) und die Stumpfblättrige Weide (Salix retusa).